# Distretto di Płock
Il distretto di Płock (in polacco powiat płocki) è un distretto polacco appartenente al voivodato della Masovia.

## Geografia antropica

### Suddivisioni amministrative
Il distretto comprende 15 comuni.
- Comuni urbano-rurali: Drobin, Gąbin, Wyszogród
- Comuni rurali: Bielsk, Bodzanów, Brudzeń Duży, Bulkowo, Łąck, Mała Wieś, Nowy Duninów, Radzanowo, Słubice, Słupno, Stara Biała, Staroźreby